# Ала Бокаж
Ала Бокаж (фр. Allas-Bocage) насеље је и општина у западној Француској у региону Поату-Шарант, у департману Приморски Шарант која припада префектури Жонзак.
По подацима из 2011. године у општини је живело 205 становника, а густина насељености је износила 18,86 становника/km². Општина се простире на површини од 10,87 km². Налази се на средњој надморској висини од 76 метара (максималној 108 m, а минималној 39 m).

## Демографија
| 1962. | 1968. | 1975. | 1982. | 1990. | 1999. | 2011. |
| ----- | ----- | ----- | ----- | ----- | ----- | ----- |
| 182   | 186   | 189   | 173   | 163   | 150   | 205   |

График промене броја становника у току последњих година